# Kasteel Biervliet
Het Kasteel Biervliet stond in de Nederlandse stad Biervliet, provincie Zeeland.

## Geschiedenis
De oudste vermelding van het kasteel dateert uit 1383, toen het in rekeningen werd genoemd. Het moet echter al rond 1200 zijn gebouwd door Hendrik van Vlaanderen. Hij was de broer van de Vlaamse graaf Boudewijn IX en had van hem rond het jaar 1200 Biervliet in leen gekregen.
Mogelijke werd de Hollandse graaf Floris V gevangen gehouden in het kasteel, maar de 13e-eeuwse auteur Melis Stoke noemt het kasteel niet in zijn kroniek.
Op 10 november 1298 wachtte de jonge graaf Jan I van Holland zijn bruid Elisabeth van Engeland op in de haven van Biervliet. Deze waren het jaar ervoor in januari 1297 getrouwd in Ipswich, waarna Jan eerder naar Holland vertrok. Ze vierden hun hereniging in het kasteel.
In 1383 en 1384 viel Gent de stad Biervliet aan. Mede dankzij het kasteel werden deze aanvallen met succes afgeslagen. Ook een aanval in 1451 liep op niets uit. De poging van Maximiliaan van Oostenrijk in 1488 om Biervliet in te nemen, lukte evenmin.
Op 13 januari 1552 was er een zware stormvloed die er voor zorgde dat de stadswal van Biervliet bezweek. Ook het kasteel stortte door de stormvloed in, op enkele wachttorens na.

## Beschrijving
De locatie van kasteel Biervliet is niet bekend. Het zal aan de buitenzijde van de stadsmuur hebben gestaan. Waarschijnlijk is de gevangentoren op een tekening en schilderij uit 1716 een restant van het kasteel; in dat geval moet het slot aan de zuidoostkant van de stad hebben gestaan.
Aldegonde · Kasteel van Axel · Baarland · Baarsdorp · Barbestein · Biervliet · Bieweg · Blodenburg · Huis der Boede · Brijdorpe · Bruëlis · 't Burchtje · Burggravensteen · Buttinge · Coxijde · Crayenstein · Duinbeek · Duivelsberg · Ellewoutsdijk · Filippenburg · Geersdijk · Gistellis · Gravenhof · Slot Haamstede · Kasteel Hellenburg · Herkestein · Heuvelsweg · Hoge Huis · Ter Hooge · Hoogkamer · Kats · Kind van Trente · Kleverskerke · Kortgene · Kreke · Kruiningen · Laterdale · Lodijke · Maalstede (Hulst) · Maalstede (Kapelle) · Magdalon · Hof Ter Moere · Moermond · Te Mortiere · Muiden · Hof ter Nisse (Nisse) · Hof ter Nisse (Ossenisse) · Oostende · Oostende (Goes) · Oosterstein · Poelvoorde · Poortvliet · Popkensburg · De Pottere · Poucques · Pronkenburg · Ravenstein · Saeftingher Slot · Kasteel van Sint-Maartensdijk · Schengen · Sluis · Smallegange · Stavenisse · Tolhuis van Iersekeroord · Huus ter Tolne · Torenberg · Torenhoeve · Toren van Bourgondië · Troye · Valkenisse · Vinninghen · Vlissingen · Voorhoute · Waarde · Watervliet · Weldamme · Welland · Huis te Werf · Te Werve · Westenschouwen · Westhove · Westkerke · Windenburg · Zandenburg · Zwanenburg